# Jazičije
Jazičije (ukr. Язичіє) je bio umjetni jezik kojeg su u 19. st. izmislili ukrajinski rusofili da bi stekli potporu za teoriju da je ukrajinski narječje ruskog jezika. 
Jazičije su rabili u njihovim izdanjima u istočnoj Galiciji, Bukovini i Zakarpatju do 20. stoljeća, kada su ga u razdoblju 1887. – 1893. zamijenili ruskim.
Temelj ovog umjetnog jezika je bio crkvenoslavenski pomiješan s ruskim, polonizmima te s ukrajinskim izgovorom i narječjima.